# Mistrovství světa v házené žen 2007
18. mistrovství světa v házené žen proběhlo ve dnech 2. prosince až 16. prosince 2007 ve Francii. Mistrovství se zúčastnilo 24 družstev rozdělených do šesti čtyřlenných skupin. První dva týmy postoupily přímo do hlavní skupiny vyřazovací fáze o titul. Mistrem světa se stala reprezentace Ruska.

## Základní skupiny

### Skupina A
| Poř. | tým        | Z | V | R | P | VB | OB | +/− | B | výsledek                 |
| ---- | ---------- | - | - | - | - | -- | -- | --- | - | ------------------------ |
| 1.   | Francie    | 3 | 3 | 0 | 0 | 96 | 58 | +38 | 6 | postup do hlavní skupiny |
| 2.   | Chorvatsko | 3 | 2 | 0 | 1 | 96 | 71 | +25 | 4 | postup do hlavní skupiny |
| 3.   | Kazachstán | 3 | 1 | 0 | 2 | 71 | 88 | −17 | 2 |                          |
| 4.   | Argentina  | 3 | 0 | 0 | 3 | 52 | 98 | −46 | 0 |                          |

| 2 . prosince 2007 17:00 | Chorvatsko | 35–25 | Kazachstán | Palais des Sports de Pau, Pau Počet diváků: 6,500 |
| 2 . prosince 2007 17:00 | (16–12)    |       |            | Palais des Sports de Pau, Pau Počet diváků: 6,500 |
| 2 . prosince 2007 17:00 | Report     |       |            | Palais des Sports de Pau, Pau Počet diváků: 6,500 |

| 2 . prosince 2007 19:00 | Francie | 37–12 | Argentina | Palais des Sports de Pau, Pau Počet diváků: 6,500 |
| 2 . prosince 2007 19:00 | (18–8)  |       |           | Palais des Sports de Pau, Pau Počet diváků: 6,500 |
| 2 . prosince 2007 19:00 | Report  |       |           | Palais des Sports de Pau, Pau Počet diváků: 6,500 |

| 3 . prosince 2007 18:30 | Argentina | 18–35 | Chorvatsko | Palais des Sports de Pau, Pau Počet diváků: 6,100 |
| 3 . prosince 2007 18:30 | (7–16)    |       |            | Palais des Sports de Pau, Pau Počet diváků: 6,100 |
| 3 . prosince 2007 18:30 | Report    |       |            | Palais des Sports de Pau, Pau Počet diváků: 6,100 |

| 3 . prosince 2007 20:30 | Kazachstán | 20–31 | Francie | Palais des Sports de Pau, Pau Počet diváků: 6,500 |
| 3 . prosince 2007 20:30 | (12–17)    |       |         | Palais des Sports de Pau, Pau Počet diváků: 6,500 |
| 3 . prosince 2007 20:30 | Report     |       |         | Palais des Sports de Pau, Pau Počet diváků: 6,500 |

| 4 . prosince 2007 18:30 | Argentina | 22–26 | Kazachstán | Palais des Sports de Pau, Pau Počet diváků: 5,000 |
| 4 . prosince 2007 18:30 | (12–14)   |       |            | Palais des Sports de Pau, Pau Počet diváků: 5,000 |
| 4 . prosince 2007 18:30 | Report    |       |            | Palais des Sports de Pau, Pau Počet diváků: 5,000 |

| 4 . prosince 2007 20:30 | Francie | 28–26 | Chorvatsko | Palais des Sports de Pau, Pau Počet diváků: 6,500 |
| 4 . prosince 2007 20:30 | (14–11) |       |            | Palais des Sports de Pau, Pau Počet diváků: 6,500 |
| 4 . prosince 2007 20:30 | Report  |       |            | Palais des Sports de Pau, Pau Počet diváků: 6,500 |

### Skupina B
| Poř. | tým               | Z | V | R | P | VB | OB  | +/− | B | výsledek                 |
| ---- | ----------------- | - | - | - | - | -- | --- | --- | - | ------------------------ |
| 1.   | Rusko             | 3 | 2 | 1 | 0 | 98 | 60  | +38 | 5 | postup do hlavní skupiny |
| 2.   | Severní Makedonie | 3 | 2 | 0 | 1 | 78 | 62  | +16 | 4 | postup do hlavní skupiny |
| 3.   | Brazílie          | 3 | 1 | 1 | 1 | 89 | 66  | +23 | 3 |                          |
| 4.   | Austrálie         | 3 | 0 | 0 | 3 | 29 | 106 | −77 | 0 |                          |

| 2 . prosince 2007 15:00 | Brazílie | 36–9 | Austrálie | Salle Steredenn, Saint-Brieuc Počet diváků: 2,400 |
| 2 . prosince 2007 15:00 | (21–6)   |      |           | Salle Steredenn, Saint-Brieuc Počet diváků: 2,400 |
| 2 . prosince 2007 15:00 | Report   |      |           | Salle Steredenn, Saint-Brieuc Počet diváků: 2,400 |

| 2 . prosince 2007 17:00 | Rusko      | 27–22   | Severní Makedonie          | Salle Steredenn, Saint-Brieuc Počet diváků: 2,400 Rozhodčí: Geipel, Helbig (GER) |
| 2 . prosince 2007 17:00 | Polenova 6 | (12–14) | Oholanga Loki, Radulović 6 | Salle Steredenn, Saint-Brieuc Počet diváků: 2,400 Rozhodčí: Geipel, Helbig (GER) |
| 2 . prosince 2007 17:00 | 4× 3×      | Report  | 3×                         | Salle Steredenn, Saint-Brieuc Počet diváků: 2,400 Rozhodčí: Geipel, Helbig (GER) |

| 3 . prosince 2007 18:30 | Austrálie       | 7–40   | Rusko        | Salle Steredenn, Saint-Brieuc Počet diváků: 2,050 Rozhodčí: Caçador, Nicolau (POR) |
| 3 . prosince 2007 18:30 | Hudson-Gofers 2 | (4–22) | Dmitriyeva 9 | Salle Steredenn, Saint-Brieuc Počet diváků: 2,050 Rozhodčí: Caçador, Nicolau (POR) |
| 3 . prosince 2007 18:30 | 2× 3×           | Report | 1× 3×        | Salle Steredenn, Saint-Brieuc Počet diváků: 2,050 Rozhodčí: Caçador, Nicolau (POR) |

| 3 . prosince 2007 20:30 | Severní Makedonie | 26–22 | Brazílie | Salle Steredenn, Saint-Brieuc Počet diváků: 2,500 |
| 3 . prosince 2007 20:30 | (10–11)           |       |          | Salle Steredenn, Saint-Brieuc Počet diváků: 2,500 |
| 3 . prosince 2007 20:30 | Report            |       |          | Salle Steredenn, Saint-Brieuc Počet diváků: 2,500 |

| 4 . prosince 2007 18:30 | Severní Makedonie | 30–13 | Austrálie | Salle Steredenn, Saint-Brieuc Počet diváků: 2,300 |
| 4 . prosince 2007 18:30 | (12–9)            |       |           | Salle Steredenn, Saint-Brieuc Počet diváků: 2,300 |
| 4 . prosince 2007 18:30 | Report            |       |           | Salle Steredenn, Saint-Brieuc Počet diváků: 2,300 |

| 4 . prosince 2007 20:30 | Rusko       | 31–31   | Brazílie | Salle Steredenn, Saint-Brieuc Počet diváků: 2,500 Rozhodčí: Geipel, Helbig (GER) |
| 4 . prosince 2007 20:30 | Bliznova 10 | (13–16) | Silva 7  | Salle Steredenn, Saint-Brieuc Počet diváků: 2,500 Rozhodčí: Geipel, Helbig (GER) |
| 4 . prosince 2007 20:30 | 5× 3×       | Report  | 4×       | Salle Steredenn, Saint-Brieuc Počet diváků: 2,500 Rozhodčí: Geipel, Helbig (GER) |

### Skupina C
| Poř. | tým                    | Z | V | R | P | VB  | OB  | +/− | B | výsledek                 |
| ---- | ---------------------- | - | - | - | - | --- | --- | --- | - | ------------------------ |
| 1.   | Norsko                 | 3 | 3 | 0 | 0 | 107 | 65  | +42 | 6 | postup do hlavní skupiny |
| 2.   | Angola                 | 3 | 2 | 0 | 1 | 100 | 74  | +26 | 4 | postup do hlavní skupiny |
| 3.   | Rakousko               | 3 | 1 | 0 | 2 | 74  | 85  | −11 | 2 |                          |
| 4.   | Dominikánská republika | 3 | 0 | 0 | 3 | 58  | 115 | −57 | 0 |                          |

| 2 . prosince 2007 14:30 | Rakousko | 32–19 | Dominikánská republika | Palais des Sports de Gerland, Lyon Počet diváků: 4,800 |
| 2 . prosince 2007 14:30 | (18–9)   |       |                        | Palais des Sports de Gerland, Lyon Počet diváků: 4,800 |
| 2 . prosince 2007 14:30 | Report   |       |                        | Palais des Sports de Gerland, Lyon Počet diváků: 4,800 |

| 2 . prosince 2007 16:30 | Norsko  | 32–26 | Angola | Palais des Sports de Gerland, Lyon Počet diváků: 4,800 |
| 2 . prosince 2007 16:30 | (18–14) |       |        | Palais des Sports de Gerland, Lyon Počet diváků: 4,800 |
| 2 . prosince 2007 16:30 | Report  |       |        | Palais des Sports de Gerland, Lyon Počet diváků: 4,800 |

| 3 . prosince 2007 19:15 | Dominikánská republika | 19–42 | Norsko | Palais des Sports de Gerland, Lyon Počet diváků: 4,800 |
| 3 . prosince 2007 19:15 | (9–18)                 |       |        | Palais des Sports de Gerland, Lyon Počet diváků: 4,800 |
| 3 . prosince 2007 19:15 | Report                 |       |        | Palais des Sports de Gerland, Lyon Počet diváků: 4,800 |

| 3 . prosince 2007 21:15 | Angola  | 33–22 | Rakousko | Palais des Sports de Gerland, Lyon Počet diváků: 4,800 |
| 3 . prosince 2007 21:15 | (16–11) |       |          | Palais des Sports de Gerland, Lyon Počet diváků: 4,800 |
| 3 . prosince 2007 21:15 | Report  |       |          | Palais des Sports de Gerland, Lyon Počet diváků: 4,800 |

| 4 . prosince 2007 19:15 | Norsko  | 33–20 | Rakousko | Palais des Sports de Gerland, Lyon Počet diváků: 5,000 |
| 4 . prosince 2007 19:15 | (19–13) |       |          | Palais des Sports de Gerland, Lyon Počet diváků: 5,000 |
| 4 . prosince 2007 19:15 | Report  |       |          | Palais des Sports de Gerland, Lyon Počet diváků: 5,000 |

| 4 . prosince 2007 21:15 | Angola  | 41–20 | Dominikánská republika | Palais des Sports de Gerland, Lyon Počet diváků: 5,000 |
| 4 . prosince 2007 21:15 | (20–10) |       |                        | Palais des Sports de Gerland, Lyon Počet diváků: 5,000 |
| 4 . prosince 2007 21:15 | Report  |       |                        | Palais des Sports de Gerland, Lyon Počet diváků: 5,000 |

### Skupina D
| Poř. | tým      | Z | V | R | P | VB  | OB | +/− | B | výsledek                 |
| ---- | -------- | - | - | - | - | --- | -- | --- | - | ------------------------ |
| 1.   | Rumunsko | 3 | 3 | 0 | 0 | 108 | 83 | +25 | 6 | postup do hlavní skupiny |
| 2.   | Polsko   | 3 | 2 | 0 | 1 | 89  | 81 | +8  | 4 | postup do hlavní skupiny |
| 3.   | Tunisko  | 3 | 1 | 0 | 2 | 74  | 95 | −21 | 2 |                          |
| 4.   | Čína     | 3 | 0 | 0 | 3 | 76  | 88 | −12 | 0 |                          |

| 2 . prosince 2007 15:00 | Polsko  | 29–23 | Tunisko | Palais des Sports de Toulon, Toulon Počet diváků: 4,200 |
| 2 . prosince 2007 15:00 | (16–11) |       |         | Palais des Sports de Toulon, Toulon Počet diváků: 4,200 |
| 2 . prosince 2007 15:00 | Report  |       |         | Palais des Sports de Toulon, Toulon Počet diváků: 4,200 |

| 2 . prosince 2007 17:00 | Rumunsko | 31–29 | Čína | Palais des Sports de Toulon, Toulon Počet diváků: 4,200 |
| 2 . prosince 2007 17:00 | (15–16)  |       |      | Palais des Sports de Toulon, Toulon Počet diváků: 4,200 |
| 2 . prosince 2007 17:00 | Report   |       |      | Palais des Sports de Toulon, Toulon Počet diváků: 4,200 |

| 3 . prosince 2007 18:30 | Tunisko | 21–39 | Rumunsko | Palais des Sports de Toulon, Toulon Počet diváků: 2,100 |
| 3 . prosince 2007 18:30 | (11–17) |       |          | Palais des Sports de Toulon, Toulon Počet diváků: 2,100 |
| 3 . prosince 2007 18:30 | Report  |       |          | Palais des Sports de Toulon, Toulon Počet diváků: 2,100 |

| 3 . prosince 2007 20:30 | Čína    | 20–27 | Polsko | Palais des Sports de Toulon, Toulon Počet diváků: 2,100 |
| 3 . prosince 2007 20:30 | (10–15) |       |        | Palais des Sports de Toulon, Toulon Počet diváků: 2,100 |
| 3 . prosince 2007 20:30 | Report  |       |        | Palais des Sports de Toulon, Toulon Počet diváků: 2,100 |

| 4 . prosince 2007 18:30 | Čína    | 27–30 | Tunisko | Palais des Sports de Toulon, Toulon Počet diváků: 3,500 |
| 4 . prosince 2007 18:30 | (14–14) |       |         | Palais des Sports de Toulon, Toulon Počet diváků: 3,500 |
| 4 . prosince 2007 18:30 | Report  |       |         | Palais des Sports de Toulon, Toulon Počet diváků: 3,500 |

| 4 . prosince 2007 20:30 | Rumunsko | 38–33 | Polsko | Palais des Sports de Toulon, Toulon Počet diváků: 3,800 |
| 4 . prosince 2007 20:30 | (18–20)  |       |        | Palais des Sports de Toulon, Toulon Počet diváků: 3,800 |
| 4 . prosince 2007 20:30 | Report   |       |        | Palais des Sports de Toulon, Toulon Počet diváků: 3,800 |

### Skupina E
| Poř. | tým       | Z | V | R | P | VB | OB  | +/− | B | výsledek                 |
| ---- | --------- | - | - | - | - | -- | --- | --- | - | ------------------------ |
| 1.   | Maďarsko  | 3 | 2 | 1 | 0 | 94 | 77  | +17 | 5 | postup do hlavní skupiny |
| 2.   | Španělsko | 3 | 2 | 1 | 0 | 91 | 79  | +12 | 5 | postup do hlavní skupiny |
| 3.   | Kongo     | 3 | 1 | 0 | 2 | 76 | 90  | −14 | 2 |                          |
| 4.   | Japonsko  | 3 | 0 | 0 | 3 | 88 | 103 | −15 | 0 |                          |

| 2 . prosince 2007 16:00 | Španělsko | 29–24 | Kongo | Le Parnasse, Nîmes Počet diváků: 3,100 |
| 2 . prosince 2007 16:00 | (13–12)   |       |       | Le Parnasse, Nîmes Počet diváků: 3,100 |
| 2 . prosince 2007 16:00 | Report    |       |       | Le Parnasse, Nîmes Počet diváků: 3,100 |

| 2 . prosince 2007 18:00 | Maďarsko | 35–31 | Japonsko | Le Parnasse, Nîmes Počet diváků: 3,400 |
| 2 . prosince 2007 18:00 | (19–16)  |       |          | Le Parnasse, Nîmes Počet diváků: 3,400 |
| 2 . prosince 2007 18:00 | Report   |       |          | Le Parnasse, Nîmes Počet diváků: 3,400 |

| 3 . prosince 2007 18:30 | Kongo  | 20–33 | Maďarsko | Le Parnasse, Nîmes Počet diváků: 3,000 |
| 3 . prosince 2007 18:30 | (9–18) |       |          | Le Parnasse, Nîmes Počet diváků: 3,000 |
| 3 . prosince 2007 18:30 | Report |       |          | Le Parnasse, Nîmes Počet diváků: 3,000 |

| 3 . prosince 2007 20:30 | Japonsko | 29–36 | Španělsko | Le Parnasse, Nîmes Počet diváků: 3,000 |
| 3 . prosince 2007 20:30 | (17–15)  |       |           | Le Parnasse, Nîmes Počet diváků: 3,000 |
| 3 . prosince 2007 20:30 | Report   |       |           | Le Parnasse, Nîmes Počet diváků: 3,000 |

| 4 . prosince 2007 18:30 | Japonsko | 28–32 | Kongo | Le Parnasse, Nîmes Počet diváků: 2,500 |
| 4 . prosince 2007 18:30 | (13–15)  |       |       | Le Parnasse, Nîmes Počet diváků: 2,500 |
| 4 . prosince 2007 18:30 | Report   |       |       | Le Parnasse, Nîmes Počet diváků: 2,500 |

| 4 . prosince 2007 20:30 | Maďarsko | 26–26 | Španělsko | Le Parnasse, Nîmes Počet diváků: 3,500 |
| 4 . prosince 2007 20:30 | (13–14)  |       |           | Le Parnasse, Nîmes Počet diváků: 3,500 |
| 4 . prosince 2007 20:30 | Report   |       |           | Le Parnasse, Nîmes Počet diváků: 3,500 |

### Skupina F
| Poř. | tým         | Z | V | R | P | VB  | OB  | +/− | B | výsledek                 |
| ---- | ----------- | - | - | - | - | --- | --- | --- | - | ------------------------ |
| 1.   | Německo     | 3 | 3 | 0 | 0 | 103 | 59  | +44 | 6 | postup do hlavní skupiny |
| 2.   | Jižní Korea | 3 | 2 | 0 | 1 | 102 | 69  | +33 | 4 | postup do hlavní skupiny |
| 3.   | Ukrajina    | 3 | 1 | 0 | 2 | 89  | 69  | +20 | 2 |                          |
| 4.   | Paraguay    | 3 | 0 | 0 | 3 | 41  | 138 | −97 | 0 |                          |

| 2 . prosince 2007 16:00 | Německo | 26–21 | Ukrajina | Palais des Sports de Beaulieu, Nantes Počet diváků: 4,500 |
| 2 . prosince 2007 16:00 | (17–12) |       |          | Palais des Sports de Beaulieu, Nantes Počet diváků: 4,500 |
| 2 . prosince 2007 16:00 | Report  |       |          | Palais des Sports de Beaulieu, Nantes Počet diváků: 4,500 |

| 2 . prosince 2007 18:00 | Jižní Korea | 50–12 | Paraguay | Palais des Sports de Beaulieu, Nantes Počet diváků: 4,500 |
| 2 . prosince 2007 18:00 | (25–6)      |       |          | Palais des Sports de Beaulieu, Nantes Počet diváků: 4,500 |
| 2 . prosince 2007 18:00 | Report      |       |          | Palais des Sports de Beaulieu, Nantes Počet diváků: 4,500 |

| 3 . prosince 2007 18:30 | Paraguay | 12–45 | Německo | Palais des Sports de Beaulieu, Nantes Počet diváků: 4,000 |
| 3 . prosince 2007 18:30 | (6–25)   |       |         | Palais des Sports de Beaulieu, Nantes Počet diváků: 4,000 |
| 3 . prosince 2007 18:30 | Report   |       |         | Palais des Sports de Beaulieu, Nantes Počet diváků: 4,000 |

| 3 . prosince 2007 20:30 | Ukrajina | 25–26 | Jižní Korea | Palais des Sports de Beaulieu, Nantes Počet diváků: 4,500 |
| 3 . prosince 2007 20:30 | (13–15)  |       |             | Palais des Sports de Beaulieu, Nantes Počet diváků: 4,500 |
| 3 . prosince 2007 20:30 | Report   |       |             | Palais des Sports de Beaulieu, Nantes Počet diváků: 4,500 |

| 4 . prosince 2007 18:00 | Německo | 32–26 | Jižní Korea | Palais des Sports de Beaulieu, Nantes Počet diváků: 4,500 |
| 4 . prosince 2007 18:00 | (14–12) |       |             | Palais des Sports de Beaulieu, Nantes Počet diváků: 4,500 |
| 4 . prosince 2007 18:00 | Report  |       |             | Palais des Sports de Beaulieu, Nantes Počet diváků: 4,500 |

| 4 . prosince 2007 20:00 | Ukrajina | 43–17 | Paraguay | Palais des Sports de Beaulieu, Nantes Počet diváků: 4,500 |
| 4 . prosince 2007 20:00 | (19–6)   |       |          | Palais des Sports de Beaulieu, Nantes Počet diváků: 4,500 |
| 4 . prosince 2007 20:00 | Report   |       |          | Palais des Sports de Beaulieu, Nantes Počet diváků: 4,500 |

## Hlavní kolo

### Skupina 1
| Poř. | tým               | Z | V | R | P | VB  | OB  | +/− | B | výsledek              |
| ---- | ----------------- | - | - | - | - | --- | --- | --- | - | --------------------- |
| 1.   | Norsko            | 5 | 4 | 0 | 1 | 147 | 124 | +23 | 8 | postup do čtvrtfinéle |
| 2.   | Rusko             | 5 | 4 | 0 | 1 | 149 | 116 | +33 | 8 | postup do čtvrtfinéle |
| 3.   | Angola            | 5 | 3 | 0 | 2 | 149 | 152 | −3  | 6 | postup do čtvrtfinéle |
| 4.   | Francie           | 5 | 3 | 0 | 2 | 130 | 133 | −3  | 6 | postup do čtvrtfinéle |
| 5.   | Chorvatsko        | 5 | 0 | 1 | 4 | 137 | 156 | −19 | 1 | o 9. místo            |
| 6.   | Severní Makedonie | 5 | 0 | 1 | 4 | 121 | 152 | −31 | 1 | o 11. místo           |

| 6 . prosince 2007 15:00 | Chorvatsko                  | 25–30   | Rusko          | Arènes de Metz, Metz Počet diváků: 4,500 Rozhodčí: Līcis, Stoļarovs (LAT) |
| 6 . prosince 2007 15:00 | Milanović-Litre, Pasičnik 4 | (10–16) | five players 4 | Arènes de Metz, Metz Počet diváků: 4,500 Rozhodčí: Līcis, Stoļarovs (LAT) |
| 6 . prosince 2007 15:00 | 2× 4×                       | Report  | 3×             | Arènes de Metz, Metz Počet diváků: 4,500 Rozhodčí: Līcis, Stoļarovs (LAT) |

| 6 . prosince 2007 19:00 | Francie | 27–29 | Angola | Arènes de Metz, Metz Počet diváků: 4,500 |
| 6 . prosince 2007 19:00 | (16–11) |       |        | Arènes de Metz, Metz Počet diváků: 4,500 |
| 6 . prosince 2007 19:00 | Report  |       |        | Arènes de Metz, Metz Počet diváků: 4,500 |

| 6 . prosince 2007 21:20 | Severní Makedonie | 22–34 | Norsko | Arènes de Metz, Metz Počet diváků: 4,200 |
| 6 . prosince 2007 21:20 | (9–16)            |       |        | Arènes de Metz, Metz Počet diváků: 4,200 |
| 6 . prosince 2007 21:20 | Report            |       |        | Arènes de Metz, Metz Počet diváků: 4,200 |

| 8 . prosince 2007 15:00 | Severní Makedonie | 23–29 | Francie | Arènes de Metz, Metz Počet diváků: 4,800 |
| 8 . prosince 2007 15:00 | (11–12)           |       |         | Arènes de Metz, Metz Počet diváků: 4,800 |
| 8 . prosince 2007 15:00 | Report            |       |         | Arènes de Metz, Metz Počet diváků: 4,800 |

| 8 . prosince 2007 17:00 | Chorvatsko | 28–34 | Angola | Arènes de Metz, Metz Počet diváků: 4,000 |
| 8 . prosince 2007 17:00 | (16–16)    |       |        | Arènes de Metz, Metz Počet diváků: 4,000 |
| 8 . prosince 2007 17:00 | Report     |       |        | Arènes de Metz, Metz Počet diváků: 4,000 |

| 8 . prosince 2007 19:15 | Norsko           | 22–21  | Rusko      | Arènes de Metz, Metz Počet diváků: 4,100 Rozhodčí: Baum, Góralczyk (POL) |
| 8 . prosince 2007 19:15 | Lybekk, Nyberg 5 | (7–9)  | Polenova 5 | Arènes de Metz, Metz Počet diváků: 4,100 Rozhodčí: Baum, Góralczyk (POL) |
| 8 . prosince 2007 19:15 | 3×               | Report | 2× 3×      | Arènes de Metz, Metz Počet diváků: 4,100 Rozhodčí: Baum, Góralczyk (POL) |

| 9 . prosince 2007 14:30 | Severní Makedonie | 25–33 | Angola | Arènes de Metz, Metz Počet diváků: 3,800 |
| 9 . prosince 2007 14:30 | (14–17)           |       |        | Arènes de Metz, Metz Počet diváků: 3,800 |
| 9 . prosince 2007 14:30 | Report            |       |        | Arènes de Metz, Metz Počet diváků: 3,800 |

| 9 . prosince 2007 16:30 | Norsko  | 35–29 | Chorvatsko | Arènes de Metz, Metz Počet diváků: 4,500 |
| 9 . prosince 2007 16:30 | (15–14) |       |            | Arènes de Metz, Metz Počet diváků: 4,500 |
| 9 . prosince 2007 16:30 | Report  |       |            | Arènes de Metz, Metz Počet diváků: 4,500 |

| 9 . prosince 2007 19:00 | Rusko      | 31–20  | Francie  | Arènes de Metz, Metz Počet diváků: 4,800 Rozhodčí: Din, Dinu (ROU) |
| 9 . prosince 2007 19:00 | Polenova 7 | (15–9) | Ayglon 6 | Arènes de Metz, Metz Počet diváků: 4,800 Rozhodčí: Din, Dinu (ROU) |
| 9 . prosince 2007 19:00 | 5× 3×      | Report | 4× 3×    | Arènes de Metz, Metz Počet diváků: 4,800 Rozhodčí: Din, Dinu (ROU) |

| 11 . prosince 2007 16:30 | Angola   | 27–40   | Rusko    | Arènes de Metz, Metz Počet diváků: 2,000 Rozhodčí: Līcis, Stoļarovs (LAT) |
| 11 . prosince 2007 16:30 | Bengue 6 | (11–21) | Levina 8 | Arènes de Metz, Metz Počet diváků: 2,000 Rozhodčí: Līcis, Stoļarovs (LAT) |
| 11 . prosince 2007 16:30 | 2× 3×    | Report  | 1× 3×    | Arènes de Metz, Metz Počet diváků: 2,000 Rozhodčí: Līcis, Stoļarovs (LAT) |

| 11 . prosince 2007 19:15 | Francie | 26–24 | Norsko | Arènes de Metz, Metz Počet diváků: 4,800 |
| 11 . prosince 2007 19:15 | (11–10) |       |        | Arènes de Metz, Metz Počet diváků: 4,800 |
| 11 . prosince 2007 19:15 | Report  |       |        | Arènes de Metz, Metz Počet diváků: 4,800 |

| 11 . prosince 2007 21:15 | Severní Makedonie | 29–29 | Chorvatsko | Arènes de Metz, Metz Počet diváků: 4,200 |
| 11 . prosince 2007 21:15 | (13–15)           |       |            | Arènes de Metz, Metz Počet diváků: 4,200 |
| 11 . prosince 2007 21:15 | Report            |       |            | Arènes de Metz, Metz Počet diváků: 4,200 |

### Skupina 2
| Poř. | tým         | Z | V | R | P | VB  | OB  | +/− | B | výsledek              |
| ---- | ----------- | - | - | - | - | --- | --- | --- | - | --------------------- |
| 1.   | Rumunsko    | 5 | 4 | 0 | 1 | 164 | 137 | +27 | 8 | postup do čtvrtfinéle |
| 2.   | Německo     | 5 | 3 | 1 | 1 | 151 | 145 | +6  | 7 | postup do čtvrtfinéle |
| 3.   | Maďarsko    | 5 | 2 | 2 | 1 | 144 | 144 | 0   | 6 | postup do čtvrtfinéle |
| 4.   | Jižní Korea | 5 | 2 | 0 | 3 | 147 | 150 | −3  | 4 | postup do čtvrtfinéle |
| 5.   | Španělsko   | 5 | 1 | 1 | 3 | 127 | 144 | −17 | 3 | o 9. místo            |
| 6.   | Polsko      | 5 | 1 | 0 | 4 | 154 | 167 | −13 | 2 | o 11. místo           |

| 6. prosince 2007 14:30 | Rumunsko | 31–27 | Jižní Korea | Palais des Sports de Dijon, Dijon Počet diváků: 3,000 |
| 6. prosince 2007 14:30 | (14–15)  |       |             | Palais des Sports de Dijon, Dijon Počet diváků: 3,000 |
| 6. prosince 2007 14:30 | Report   |       |             | Palais des Sports de Dijon, Dijon Počet diváků: 3,000 |

| 6. prosince 2007 18:30 | Španělsko | 25–30 | Německo | Palais des Sports de Dijon, Dijon Počet diváků: 2,500 |
| 6. prosince 2007 18:30 | (8–14)    |       |         | Palais des Sports de Dijon, Dijon Počet diváků: 2,500 |
| 6. prosince 2007 18:30 | Report    |       |         | Palais des Sports de Dijon, Dijon Počet diváků: 2,500 |

| 6. prosince 2007 20:30 | Polsko  | 26–28 | Maďarsko | Palais des Sports de Dijon, Dijon Počet diváků: 2,500 |
| 6. prosince 2007 20:30 | (13–11) |       |          | Palais des Sports de Dijon, Dijon Počet diváků: 2,500 |
| 6. prosince 2007 20:30 | Report  |       |          | Palais des Sports de Dijon, Dijon Počet diváků: 2,500 |

| 8. prosince 2007 14:30 | Německo | 30–30 | Maďarsko | Palais des Sports de Dijon, Dijon Počet diváků: 2,700 |
| 8. prosince 2007 14:30 | (14–17) |       |          | Palais des Sports de Dijon, Dijon Počet diváků: 2,700 |
| 8. prosince 2007 14:30 | Report  |       |          | Palais des Sports de Dijon, Dijon Počet diváků: 2,700 |

| 8. prosince 2007 16:30 | Polsko  | 33–37 | Jižní Korea | Palais des Sports de Dijon, Dijon Počet diváků: 2,800 |
| 8. prosince 2007 16:30 | (19–20) |       |             | Palais des Sports de Dijon, Dijon Počet diváků: 2,800 |
| 8. prosince 2007 16:30 | Report  |       |             | Palais des Sports de Dijon, Dijon Počet diváků: 2,800 |

| 8. prosince 2007 18:30 | Španělsko | 19–32 | Rumunsko | Palais des Sports de Dijon, Dijon Počet diváků: 2,700 |
| 8. prosince 2007 18:30 | (6–19)    |       |          | Palais des Sports de Dijon, Dijon Počet diváků: 2,700 |
| 8. prosince 2007 18:30 | Report    |       |          | Palais des Sports de Dijon, Dijon Počet diváků: 2,700 |

| 9. prosince 2007 14:30 | Španělsko | 28–26 | Jižní Korea | Palais des Sports de Dijon, Dijon Počet diváků: 3,000 |
| 9. prosince 2007 14:30 | (13–12)   |       |             | Palais des Sports de Dijon, Dijon Počet diváků: 3,000 |
| 9. prosince 2007 14:30 | Report    |       |             | Palais des Sports de Dijon, Dijon Počet diváků: 3,000 |

| 9. prosince 2007 16:30 | Maďarsko | 34–31 | Rumunsko | Palais des Sports de Dijon, Dijon Počet diváků: 3,400 |
| 9. prosince 2007 16:30 | (14–16)  |       |          | Palais des Sports de Dijon, Dijon Počet diváků: 3,400 |
| 9. prosince 2007 16:30 | Report   |       |          | Palais des Sports de Dijon, Dijon Počet diváků: 3,400 |

| 9. prosince 2007 18:30 | Německo | 35–32 | Polsko | Palais des Sports de Dijon, Dijon Počet diváků: 2,800 |
| 9. prosince 2007 18:30 | (22–12) |       |        | Palais des Sports de Dijon, Dijon Počet diváků: 2,800 |
| 9. prosince 2007 18:30 | Report  |       |        | Palais des Sports de Dijon, Dijon Počet diváků: 2,800 |

| 11. prosince 2007 16:30 | Jižní Korea | 31–26 | Maďarsko | Palais des Sports de Dijon, Dijon Počet diváků: 2,800 |
| 11. prosince 2007 16:30 | (12–9)      |       |          | Palais des Sports de Dijon, Dijon Počet diváků: 2,800 |
| 11. prosince 2007 16:30 | Report      |       |          | Palais des Sports de Dijon, Dijon Počet diváků: 2,800 |

| 11. prosince 2007 18:30 | Rumunsko | 32–24 | Německo | Palais des Sports de Dijon, Dijon Počet diváků: 2,800 |
| 11. prosince 2007 18:30 | (16–12)  |       |         | Palais des Sports de Dijon, Dijon Počet diváků: 2,800 |
| 11. prosince 2007 18:30 | Report   |       |         | Palais des Sports de Dijon, Dijon Počet diváků: 2,800 |

| 11. prosince 2007 20:30 | Španělsko | 29–30 | Polsko | Palais des Sports de Dijon, Dijon Počet diváků: 2,800 |
| 11. prosince 2007 20:30 | (14–15)   |       |        | Palais des Sports de Dijon, Dijon Počet diváků: 2,800 |
| 11. prosince 2007 20:30 | Report    |       |        | Palais des Sports de Dijon, Dijon Počet diváků: 2,800 |

### Čtvrtfinéle
| 13. prosince 2007 13:00 | Angola   | 33–36   | Německo   | AccorHotels Arena, Paříž Počet diváků: 9,000 Rozhodčí: Chernega, Poladenko (RUS) |
| 13. prosince 2007 13:00 | Kiala 13 | (14–18) | Jurack 11 | AccorHotels Arena, Paříž Počet diváků: 9,000 Rozhodčí: Chernega, Poladenko (RUS) |
| 13. prosince 2007 13:00 | 5× 3×    | Report  | 5× 2×     | AccorHotels Arena, Paříž Počet diváků: 9,000 Rozhodčí: Chernega, Poladenko (RUS) |

| 13. prosince 2007 15:30 | Maďarsko     | 35–36   | Rusko                    | AccorHotels Arena, Paříž Počet diváků: 9,000 Rozhodčí: Krstić, Ljubič (SLO) |
| 13. prosince 2007 15:30 | Görbiczová 9 | (22–20) | Andryushina, Shipilova 7 | AccorHotels Arena, Paříž Počet diváků: 9,000 Rozhodčí: Krstić, Ljubič (SLO) |
| 13. prosince 2007 15:30 | 3×           | Report  | 4×                       | AccorHotels Arena, Paříž Počet diváků: 9,000 Rozhodčí: Krstić, Ljubič (SLO) |

| 13. prosince 2007 18:00 | Norsko           | 35–24   | Jižní Korea | AccorHotels Arena, Paříž Počet diváků: 11,500 Rozhodčí: Bord, Buy (FRA) |
| 13. prosince 2007 18:00 | Hammersengová 10 | (16–12) | Lee S. 6    | AccorHotels Arena, Paříž Počet diváků: 11,500 Rozhodčí: Bord, Buy (FRA) |
| 13. prosince 2007 18:00 | 3× 2×            | Report  | 5× 3×       | AccorHotels Arena, Paříž Počet diváků: 11,500 Rozhodčí: Bord, Buy (FRA) |

| 13. prosince 2007 20:30 | Rumunsko                    | 34–31(PR) | Francie           | AccorHotels Arena, Paříž Počet diváků: 13,000 Rozhodčí: Līcis, Stoļarovs (LAT) |
| 13. prosince 2007 20:30 | Maier 10                    | (8–14)    | Borg, Herbrecht 6 | AccorHotels Arena, Paříž Počet diváků: 13,000 Rozhodčí: Līcis, Stoļarovs (LAT) |
| 13. prosince 2007 20:30 | 4×                          | Report    | 2× 3×             | AccorHotels Arena, Paříž Počet diváků: 13,000 Rozhodčí: Līcis, Stoļarovs (LAT) |
| 13. prosince 2007 20:30 | ZČ: 24–24, Prodl.: 3–3, 7–4 |           |                   | AccorHotels Arena, Paříž Počet diváků: 13,000 Rozhodčí: Līcis, Stoļarovs (LAT) |

### Semifinále
| 15. prosince 2007 15:00 | Rumunsko  | 20–30  | Rusko      | AccorHotels Arena, Paříž Počet diváků: 13,000 Rozhodčí: Gjeding, Hansen (DEN) |
| 15. prosince 2007 15:00 | Meiroșu 5 | (8–17) | Postnova 9 | AccorHotels Arena, Paříž Počet diváků: 13,000 Rozhodčí: Gjeding, Hansen (DEN) |
| 15. prosince 2007 15:00 | 2× 4×     | Report | 5× 3×      | AccorHotels Arena, Paříž Počet diváků: 13,000 Rozhodčí: Gjeding, Hansen (DEN) |

| 15. prosince 2007 17:30 | Norsko   | 33–30   | Německo   | AccorHotels Arena, Paříž Počet diváků: 13,000 Rozhodčí: Baum, Góralczyk (POL) |
| 15. prosince 2007 17:30 | Lybekk 8 | (19–16) | Jurack 12 | AccorHotels Arena, Paříž Počet diváků: 13,000 Rozhodčí: Baum, Góralczyk (POL) |
| 15. prosince 2007 17:30 | 4× 3×    | Report  | 3×        | AccorHotels Arena, Paříž Počet diváků: 13,000 Rozhodčí: Baum, Góralczyk (POL) |

### o 11. místo
| 14. prosince 2007 18:15 | Severní Makedonie | 31–33   | Polsko       | AccorHotels Arena, Paříž Počet diváků: 6,000 Rozhodčí: Liu, Liu (CHN) |
| 14. prosince 2007 18:15 | Todorovska 11     | (17–14) | Malczewska 7 | AccorHotels Arena, Paříž Počet diváků: 6,000 Rozhodčí: Liu, Liu (CHN) |
| 14. prosince 2007 18:15 | 4×                | Report  | 2× 3×        | AccorHotels Arena, Paříž Počet diváků: 6,000 Rozhodčí: Liu, Liu (CHN) |

### o 9. místo
| 14. prosince 2007 20:45 | Chorvatsko | 30–25  | Španělsko | AccorHotels Arena, Paříž Počet diváků: 8,000 Rozhodčí: Din, Dinu (ROU) |
| 14. prosince 2007 20:45 | Pasičnik 6 | (18–9) | Mangué 7  | AccorHotels Arena, Paříž Počet diváků: 8,000 Rozhodčí: Din, Dinu (ROU) |
| 14. prosince 2007 20:45 | 4× 2×      | Report | 4× 1×     | AccorHotels Arena, Paříž Počet diváků: 8,000 Rozhodčí: Din, Dinu (ROU) |

### o 7. místo
| 16. prosince 2007 09:00 | Angola  | 37–36   | Maďarsko      | AccorHotels Arena, Paříž Počet diváků: 2,000 Rozhodčí: Din, Dinu (ROU) |
| 16. prosince 2007 09:00 | Kiala 9 | (17–20) | Görbiczová 13 | AccorHotels Arena, Paříž Počet diváků: 2,000 Rozhodčí: Din, Dinu (ROU) |
| 16. prosince 2007 09:00 | 6× 2×   | Report  | 3×            | AccorHotels Arena, Paříž Počet diváků: 2,000 Rozhodčí: Din, Dinu (ROU) |

### o 5. místo
| 16. prosince 2007 11:30 | Jižní Korea | 25–26   | Francie        | AccorHotels Arena, Paříž Počet diváků: 13,000 Rozhodčí: Gjeding, Hansen (DEN) |
| 16. prosince 2007 11:30 | Woo 7       | (13–12) | four players 4 | AccorHotels Arena, Paříž Počet diváků: 13,000 Rozhodčí: Gjeding, Hansen (DEN) |
| 16. prosince 2007 11:30 | 3×          | Report  | 1× 3×          | AccorHotels Arena, Paříž Počet diváků: 13,000 Rozhodčí: Gjeding, Hansen (DEN) |

### o 3. místo
| 16. prosince 2007 14:00 | Německo                | 36–35(PR) | Rumunsko   | AccorHotels Arena, Paříž Počet diváků: 13,000 Rozhodčí: Līcis, Stoļarovs (LAT) |
| 16. prosince 2007 14:00 | Jurack 12              | (11–18)   | Meiroșu 12 | AccorHotels Arena, Paříž Počet diváků: 13,000 Rozhodčí: Līcis, Stoļarovs (LAT) |
| 16. prosince 2007 14:00 | 4×                     | Report    | 4× 3× 1×   | AccorHotels Arena, Paříž Počet diváků: 13,000 Rozhodčí: Līcis, Stoļarovs (LAT) |
| 16. prosince 2007 14:00 | ZČ: 32–32, Prodl.: 4–3 |           |            | AccorHotels Arena, Paříž Počet diváků: 13,000 Rozhodčí: Līcis, Stoļarovs (LAT) |

### Finále
| 16. prosince 2007 16:30 | Norsko          | 24–29   | Rusko                | AccorHotels Arena, Paříž Počet diváků: 14,000 Rozhodčí: Bord, Buy (FRA) |
| 16. prosince 2007 16:30 | Hammersengová 5 | (12–16) | Kareyeva, Polenova 6 | AccorHotels Arena, Paříž Počet diváků: 14,000 Rozhodčí: Bord, Buy (FRA) |
| 16. prosince 2007 16:30 | 2×              | Report  | 7× 3×                | AccorHotels Arena, Paříž Počet diváků: 14,000 Rozhodčí: Bord, Buy (FRA) |

## Konečné pořadí
| Poř.             | tým                    |
| ---------------- | ---------------------- |
| Zlatá medaile    | Rusko                  |
| Stříbrná medaile | Norsko                 |
| Bronzová medaile | Německo                |
| 4.               | Rumunsko               |
| 5.               | Francie                |
| 6.               | Jižní Korea            |
| 7.               | Angola                 |
| 8.               | Maďarsko               |
| 9.               | Chorvatsko             |
| 10.              | Španělsko              |
| 11.              | Polsko                 |
| 12.              | Severní Makedonie      |
| 13.              | Ukrajina               |
| 14.              | Brazílie               |
| 15.              | Tunisko                |
| 16.              | Rakousko               |
| 17.              | Kongo                  |
| 18.              | Kazachstán             |
| 19.              | Japonsko               |
| 20.              | Argentina              |
| 21.              | Čína                   |
| 22.              | Dominikánská republika |
| 23.              | Paraguay               |
| 24.              | Austrálie              |